# رامحة صفراء الثمار
رامحة صفراء الثمار (الاسم العلمي:Dovyalis xanthocarpa) هي نوع من النباتات تتبع جنس الرامحة من الفصيلة الصفصافية.